# 默 (滨海夏朗德省)
默村（法語：Meux，法語發音：[mø]）是法国滨海夏朗德省的一个市镇，位于该省中南部，属于容扎克区。

## 地理
默村（45°26'35"N, 0°20'56"W）面积8.23 平方千米，位于法国新阿基坦大区滨海夏朗德省，该省份为法国西部滨海省份，北起旺代省，西临大西洋，南至吉倫特省，东南接多爾多涅省，东北接德塞夫勒省接壤，东临夏朗德省。
与默村接壤的市镇（或旧市镇、城区）包括：阿拉尚帕尼、尚帕尼亚克、圣西耶香槟、圣日耳曼-德维布拉克、特雷夫勒河畔雷欧。
默村的时区为UTC+01:00、UTC+02:00（夏令时）。

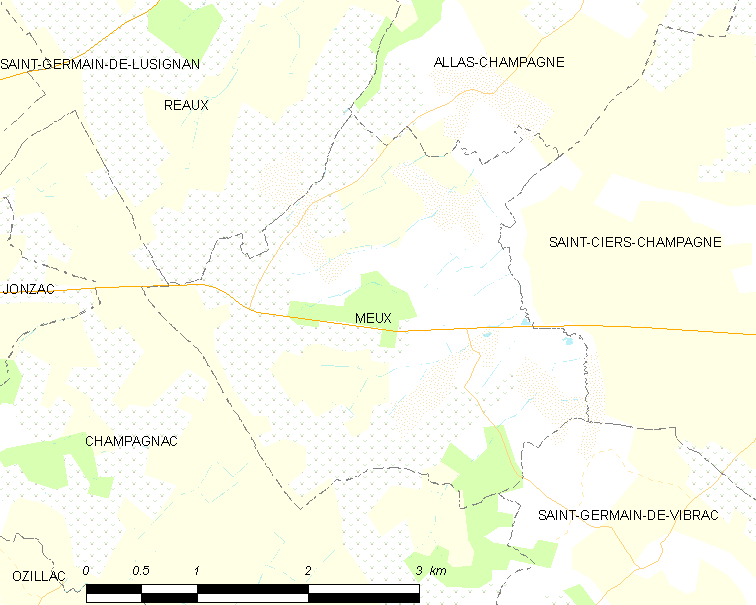
默村的OSM定位图

## 行政
默村的邮政编码为17500，INSEE市镇编码为17233。

## 政治
默村所属的省级选区为容扎克县。

## 人口

1962-2008年间默村人口变化图示

默村于2022年1月1日时的人口数量为329人。